# Ken Verdoodt
Ken Verdoodt (16 januari 1984) is een Belgische acteur. Zijn bekendste rol is die van Jan Zanders in de Studio 100-jeugdserie Amika. Die rol speelde hij sinds het begin van de reeks in 2008.
Zijn theaterdebuut maakte hij in De Koepoort 15, een tragikomedie van De Proefkonijnen met o.a. Hans De Munter en Clara Cleymans. De laatste jaren is De – eerder genoemde – Proefkonijnen zich vooral gaan toeleggen op familievoorstellingen waar Ken eveneens heel regelmatig deel van uitmaakt. Zo was hij o.a. te zien in Omajacht, Het Verboden Circus, Het Koninklijk Feest, Raptorville, Het Land Zonder Lach, De Gelaarsde Kat en Camelot.
Verder doet Ken stemmenwerk voor oa. radio, audiodescripties, bioscoopfilms en animatieseries. Zo kan je zijn stem misschien herkennen als die van de Vlaamse Bob de Bouwer en Peter Pan. Voor Disney was hij onder meer de Vlaamse stem van slechterik Jafar in de live-action versie van Aladdin.
Naast acteur is Ken ook illustrator.

## Nasynchronisatie
- Glitter Force (2015-2016) - Diverse rollen (Vlaamse versie)
- De nieuwe avonturen van Peter Pan (tekenfilmserie op Ketnet) - Stem van Peter Pan (de serie won tweemaal De Gouden K van Ketnet voor beste tekenfilm)
- Bob de Bouwer (tekenfilmserie op Ketnet) - Stem van Bob de Bouwer
- Aladdin (speelfilm uit 2019, Disney) - Stem van Jafar